# Valió la pena (canción)
«Valió la pena» es una canción interpretada por el cantante y compositor puertorriqueño-estadounidense Marc Anthony, fue lanzada a finales del mes de mayo de 2004 y pertenece a su album Amar sin mentiras y en su reedición álbum del mismo nombre.
La canción fue escrita y producida por Estefano y Julio Reyes Copello
El tema logró posicionarse en varias listas de Billboard de los Estados Unidos pero solo pocos días en cambió con la canción "Ahora quien".

## Vídeo musical
El video fue dirigido por Paula Walker. En el video, Anthony está cantando la canción en una habitación con una mujer y tratando de reflexionar y pensar todo lo que le hizo dicha mujer, cuando estuvieron en la relación. 

## Listas
| Listas (2004)                    | Posición |
| -------------------------------- | -------- |
| US Billboard Hot 100 Latin Songs | 10       |
| US Billboard Hot Latin Tracks    | 9        |
| US Billboard Latin Airplay       | 16       |
| US Billboard Latin Pop Airplay   | 9        |

### Sucesión y posicionamiento[10]
| Predecesor: Sombra Loca de Gilberto Santa Rosa | U.S. Billboard Hot Tropical Songs — Sencillo N°. 1 19 de julio de 2004 - 25 de julio de 2004 | Sucesor: Perdidos de Monchy & Alexandra |